# Anastas
Anastas je pivo, které vyrábí frýdlantský Zámecký pivovar nacházející se ve Frýdlantském výběžku na severu České republiky pro hejnický Františkánský klášter ležící ve stejném regionu.

## Historie
Spojení mezi klášterem v Hejnicích a pivovarem ve Frýdlantě trvalo několik staletí. Vycházely z patronátních smluv ze sedmnáctého století, které uzavřel šlechtický rod Gallasů, majitelů zdejšího panství, s františkánskými řeholníky z hejnického kláštera. Když byl po druhé světové válce v roce 1945 zkonfiskován majetek, přerušily se i tyto vazby.
Na začátku 21. století obě organizace na někdejší spolupráci navázaly a v pivovaru se opětovně pro klášter začalo vařit pivo, které dostalo jméno Anastas, a to po Anastasi Peerovi, což byl jeden z posledních předválečných kvardiánů (představených kláštera) v době před světovou válkou. Narodil se roku 1894 na jižní Moravě, na Znojemsku, a skonal v roce 1973 v Bavorském lese, kde pracoval jako hajný. Ve svém hejnickém působišti byl mezi místními oblíbený. Svou pozornost věnoval mládeži a rád lezl po skalách v jím oblíbených Jizerských horách. První várka nového piva byla stočena při svátku Nanebevzetí Panny Marie, kdy frýdlantský pivovar navštívil i litoměřický biskup Mons. Jan Baxant, který novému pivu požehnal.

## Podoba piva
Pivo je světlý, svrchně kvašený ležák o jedenáctistupňovém obsahu alkoholu. Jeho podobu společně ladila Barbora Kracíková, sládková ze Zámeckého pivovaru Frýdlant, spolu s hejnickým farářem Pavlem Andršem. Výsledný nápoje je chutný, občerstvující a lehký. Na etiketě na lahvi je kresba mnicha Anastase spolu s německým nápisem Haindorfer Klosterbier (Hejnické klášterní pivo).